# 自強隧道 (花蓮縣)
自強隧道，是臺灣鐵路公司臺東線舞鶴號誌至三民之間的鐵路隧道，位於臺灣花蓮縣瑞穗鄉。本隧道穿過舞鶴台地下方。
本文包含以下二座隧道：
- 新自強隧道：第二代，使用中，西正線於2017年9月26日啟用，東正線於2018年7月10日啟用，全長2,676公尺。
- 自強隧道：第一代，已停用。1985年啟用之單線隧道。由原自強一號、二號隧道連結而成，合併後全長2,899公尺。

在西側另有更早年代使用的鐵路隧道掃叭隧道。其相關位置參見路線圖說明。

## 新自強隧道
新自強隧道（第二代自強隧道），於2017年9月26日啟用，全長2,676公尺。隧道全線為雙軌電氣化淨空。

### 興建背景
此隧道為「花東線鐵路瓶頸路段雙軌化暨全線電氣化計畫」改善項目之一，舞鶴~三民間原有之第一代自強隧道為單線隧道且淨空不足，又於施作電氣化時將難以維持營運，故須新建符合標準之雙軌隧道。隧道工程於2009年11月26日完成發包，由福清營造承包，並於是年12月4日動工。

### 施工過程
新自強隧道通過沉泥層及板、礫岩交界的複合式地質，極具施工困難度與危險性，新自強隧道路線在原自強隧道西側處平行布設，施工方法以鑽掘工法為主。最初規劃時隧道總長度達3,075公尺，後於細部設計時考量先前第一代自強隧道遭遇沉泥段之經驗，將整體線形再向西調整，選擇遭遇沉泥段困難地質較短路線以降低遭遇沉泥段之長度，同時提高曲線半徑並且縮短隧道長度至2676公尺。
本隧道動工後遭遇類似第一代隧道之困難，2011年4月隧道南開挖面鑽掘至沉泥段時，仍然發生坍塌情形，2012年7月隧道北開挖面亦發生抽坍，工程受阻。本工程所遭遇之沉泥層長達300m，最厚達10～12m，為單壓強度低，遇水弱化明顯之高敏感性細顆粒黏性土壤，其受開挖解壓及擾動影響所生裂紋易使地下水侵入而弱化，甚至變成泥漿流失，弱化後之沉泥亦使得隧道周圍之鬆動區域擴大導致無法形成拱效應，致使支撐承受過大應力，進而導致開挖面附近產生擠壓(最高曾發生150公分之變形量)、鏡面擠出，並伴隨發生噴凝土開裂、支保腳沉陷、鋼支保挫屈等狀況。
針對新自強隧道所遭遇的困難，參酌世界隧道案例，並多次邀請隧道專家學者進行諮詢，經重新分析檢討，由交通部鐵路改建工程局東部工程處、中興工程顧問股份有限公司、福清營造股份有限公司共同研擬訂定新的施工方法，包括中導坑開挖（國內首次採用）、開挖面預加固（國內首次有系統採用玻璃纖維灌漿管）、複合式灌漿及短台階降挖（國內首次採用）等對策，成功突破沉泥層。2015年10月20日新自強隧道全線貫通。

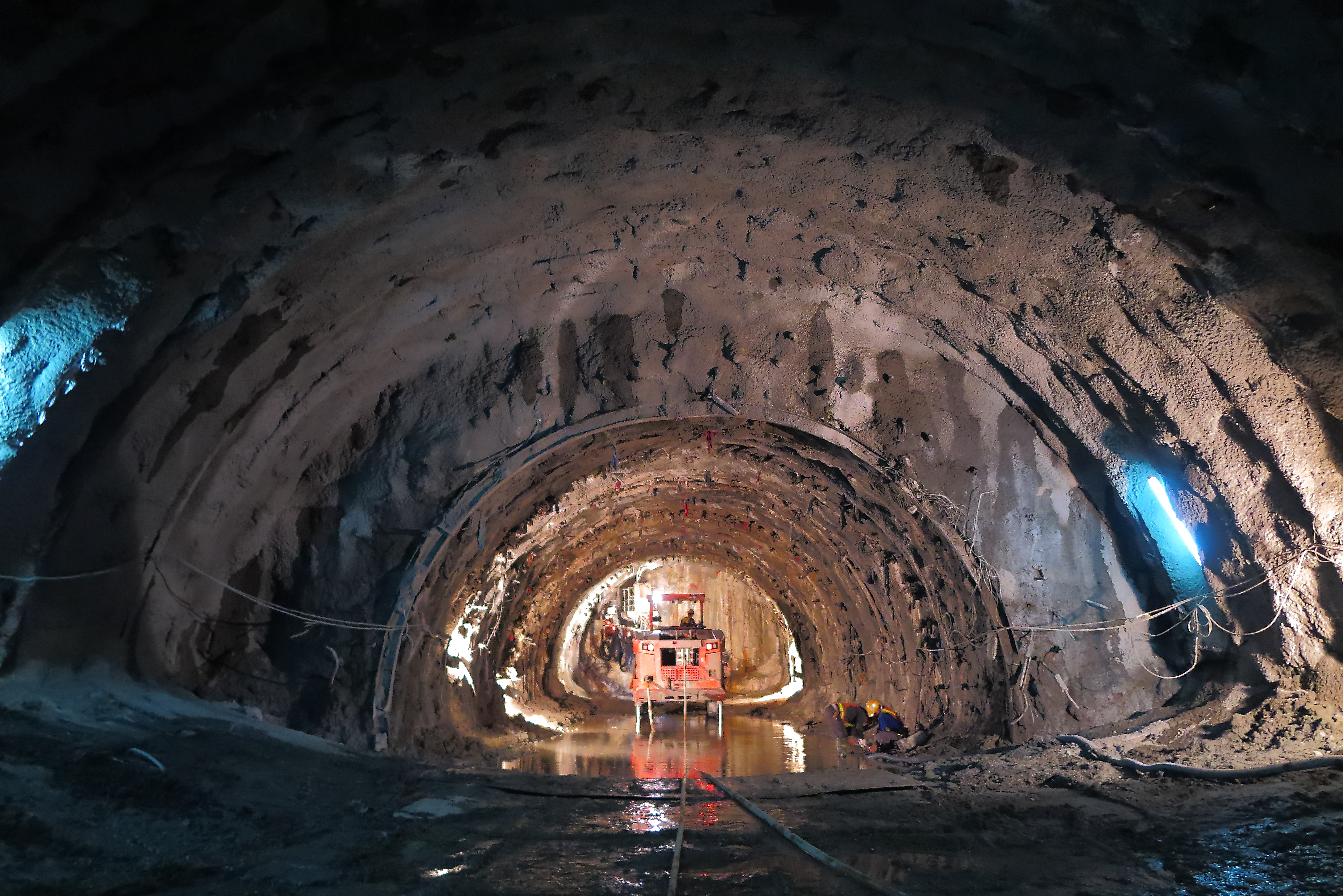
新自強隧道開挖斷面
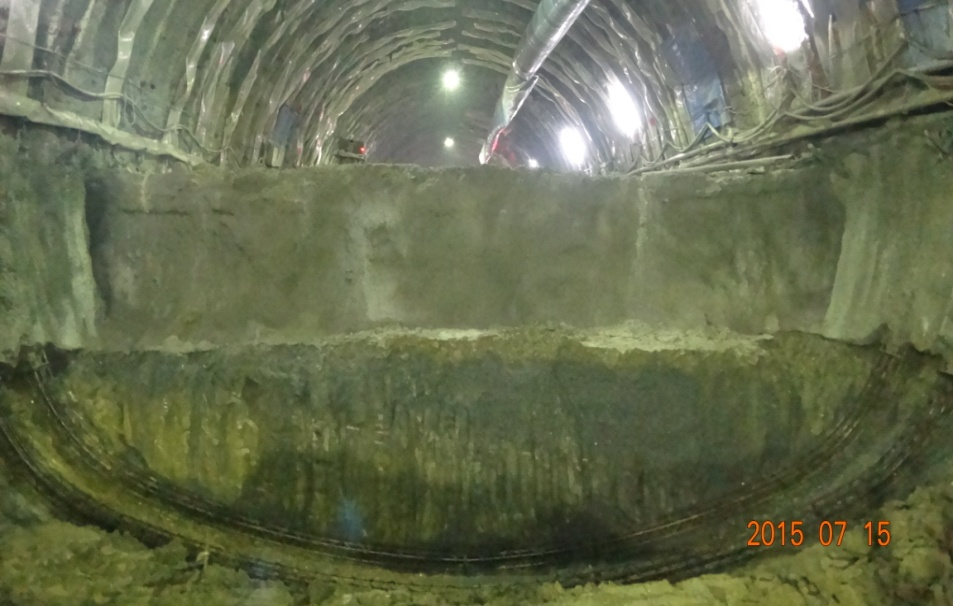
新自強隧道仰拱降挖
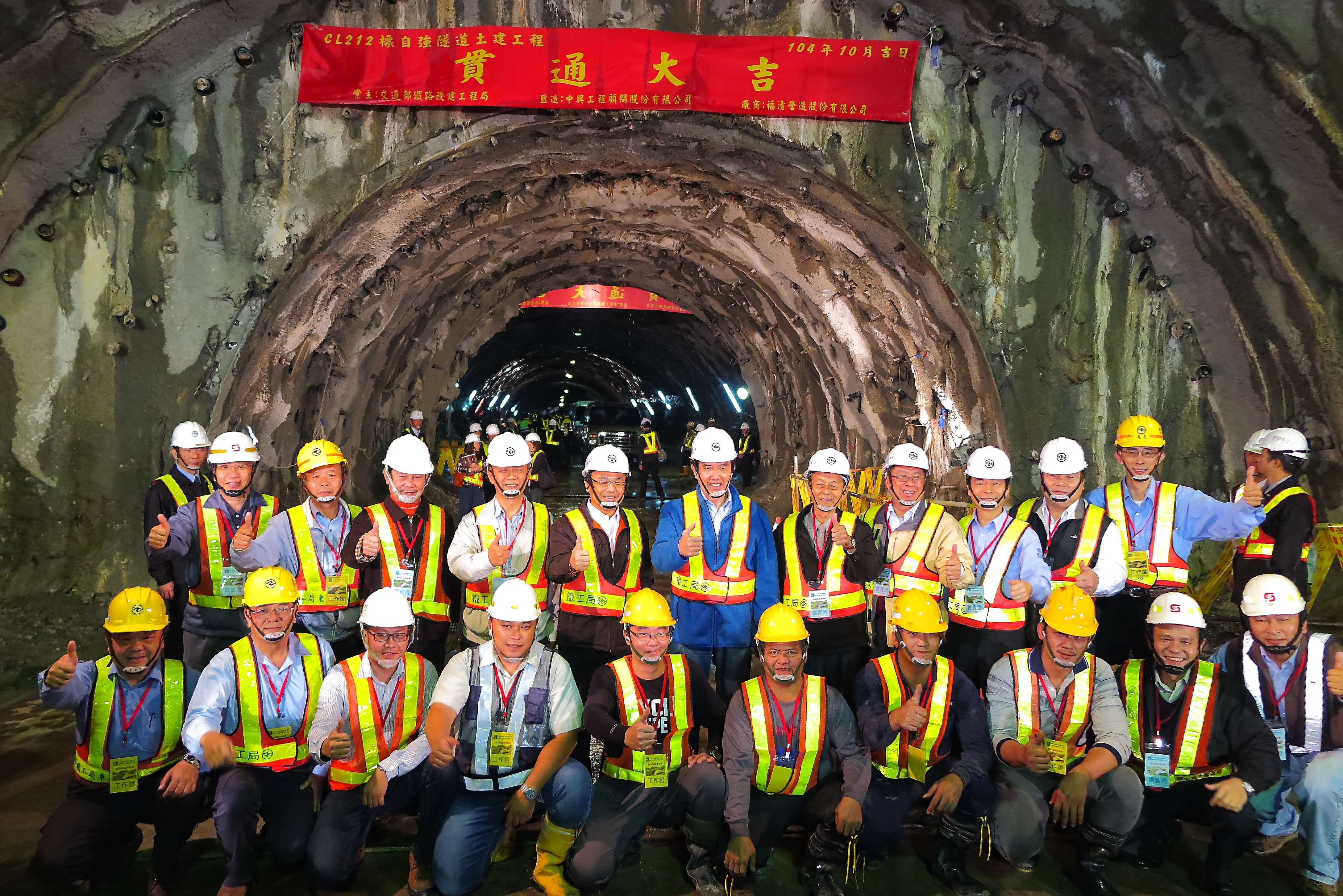
新自強隧道貫通
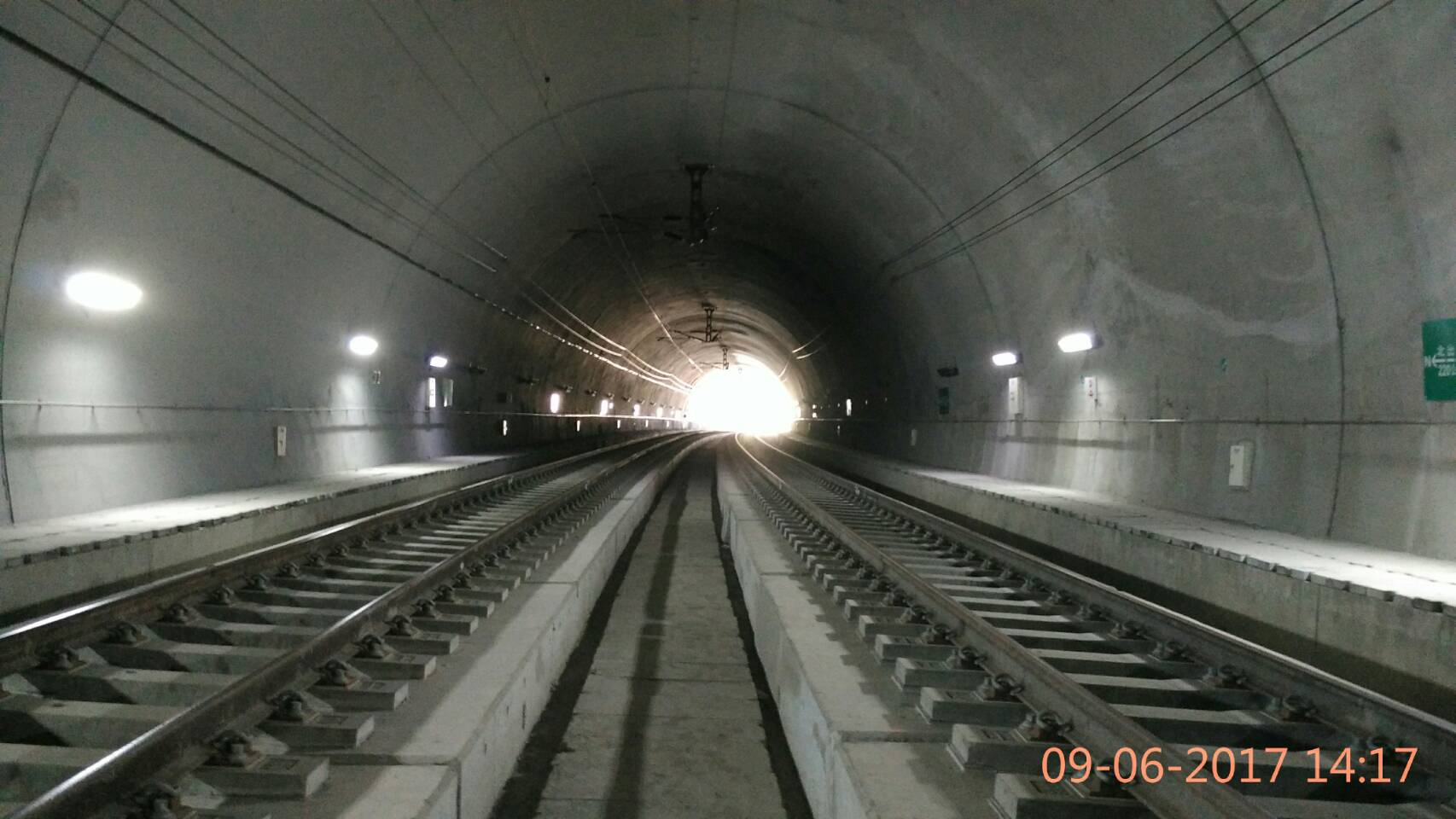
新自強隧道雙線軌道
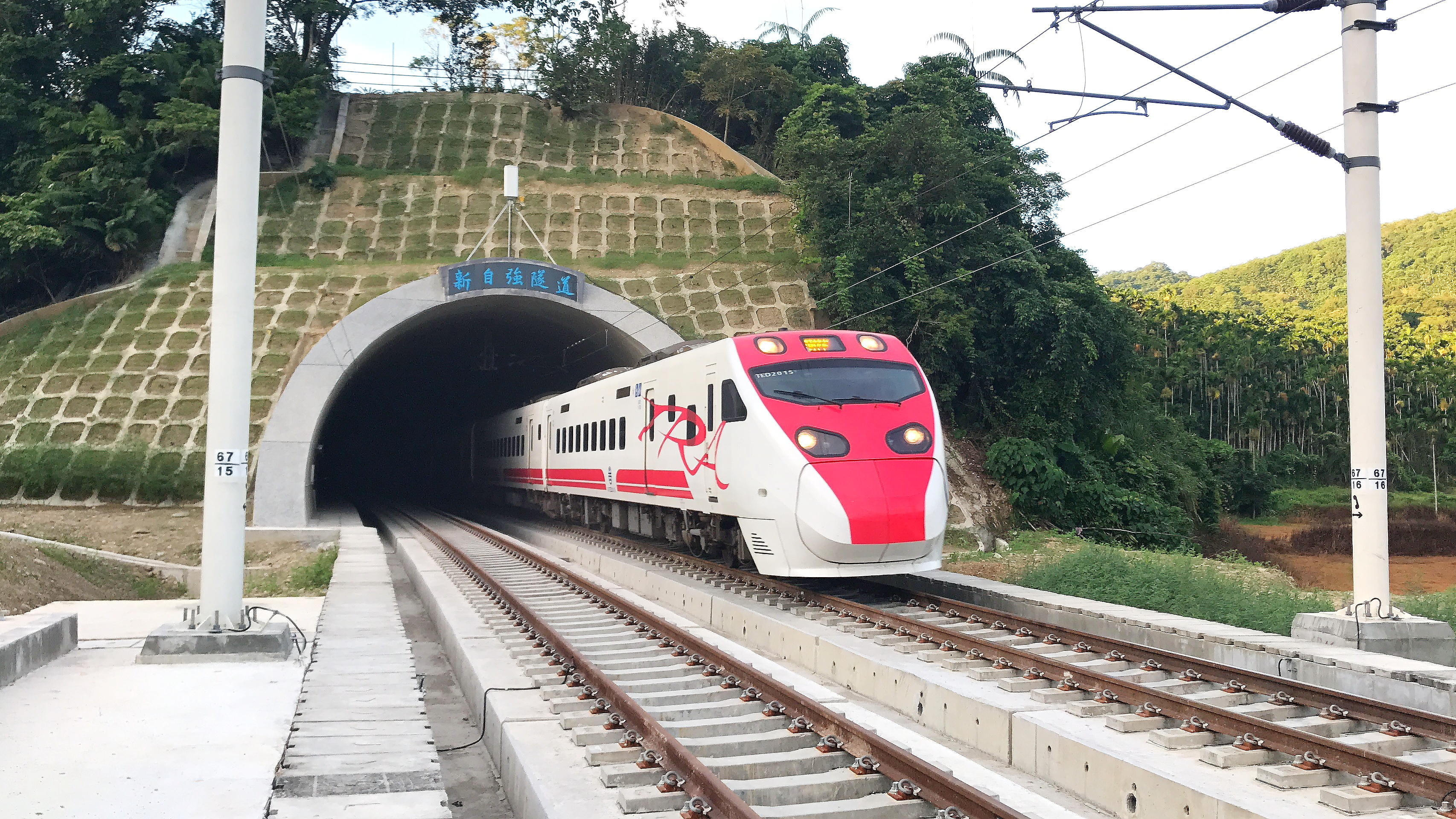
新自強隧道通車

### 啟用
隧道完工後連同北側一併改建之新第二紅葉溪橋（舞鶴鐵橋），於2017年9月25日深夜至26日清晨辦理路線切換，新自強隧道正式啟用，初期先啟用西正線，同時停用舊線上之舞鶴號誌站以及舊第二紅葉溪橋，東正線亦已於2018年7月10日啟用，目前隧道之雙向軌道已通車。

## 自強隧道（第一代，已停用）
第一代自強隧道為臺東線拓寬工程時新建之隧道，於1985年1月1日啟用，由「自強一號隧道」及「自強二號隧道」連結構成，二隧道原長度分別為2,750公尺、90公尺，合併後全長2,899公尺。
其中自強一號隧道施工期間原名舞鶴隧道。自強一號隧道、自強二號隧道原各自獨立，後為防止落石而於兩隧道之間施做加蓋結構，將之合併為單一隧道，目前原一號隧道北口及二號隧道南口之標示均已改為「自強隧道」。

### 興建背景
東拓前的舊臺東線經由掃叭隧道穿越舞鶴台地，但掃叭隧道兩端引道線形不良，坡度陡且曲線多，不利列車運行，且隧道有漏水問題，故決定於拓寬工程時另行新建自強一號、二號隧道，以取代掃叭隧道之迂迴路線。

### 施工過程
本隧道由榮工處（1998年改制為榮民工程公司）承包，再轉承包一部分給日商華熊營造。
本工程於1979年3月起開鑿，由於當地地質條件不佳，自強一號隧道開挖不久即遭遇沉泥段，發生與掃叭隧道相似困境，工程一度受阻。最初試圖以「迂迴導坑法」克服，然而成效不佳，後來在西德顧問建議下，自國外引進「新奧工法」才成功解決難題。
又因工程艱鉅而進度拖延，導致1982年6月臺東線拓寬工程通車時，自強一號隧道尚未完工，只能先在掃叭隧道鋪設1067毫米軌距的鐵軌，並降挖增加隧道淨空，暫時供1067毫米軌距列車通行。
1984年10月17日上午11時，自強一號隧道全線貫通，隨後於1984年12月28日與掃叭隧道完成軌道切換，1985年1月1日啟用通車，1985年7月正式完工。自啟用通車後，窄軌的掃叭隧道也隨之廢棄。自強一號隧道在該次工程中是歷時最久的，亦是當時東線鐵路十二座隧道中最長的一座隧道。
自強一號隧道完工後，於北側舞鶴車站旁設置「東線鐵路拓寬工程殉職人員紀念碑」，紀念殉職的六名人員。
本隧道南口外，東拓後新路線恰穿越東拓前舊線的紅磚橋台之間，惟因電氣化興建第二代自強隧道施工需要，已拆除西側橋台。

### 電氣化及停用
臺東線電氣化時，因第一代自強隧道為單線且淨空不足，決定於西側另建雙線隧道（第二代自強隧道）。
然而第二代隧道同樣因地質問題無法如期配合電氣化於2014年6月以前完工通車，因此於第一代隧道頂部加設架空電車線，暫供電氣化列車通行。
2017年9月25日深夜辦理第二代新自強隧道切換後，本隧道連同舞鶴號誌站停用。

## 外部連結
- 花東電氣化計畫（鐵路改建工程局） （页面存档备份，存于）